# Касандра Монтаг
Касандра Монтаг (на английски: Kassandra Montag) е американска журналистка, поетеса и писателка, авторка на произведения в жанр научна фантастика, психологичен трилър и лирика.

## Биография и творчество
Касандра Монтаг е родена на 7 януари 1987 г. в щата Илинойс, САЩ. Когато е петгодишна, семейството ѝ се мести в провинциална Югозападна Небраска, където тя израства. От малка е запалена по литературата и опитва да пише разкази и поезия.
Получава магистърска степен по английска литература и творческо писане от университета „Крейтън“ в Омаха, Небраска. По програма за обмен на студенти прекарва семестър в Ирландия и година в Нидерландия.
След дипломирането си работи като журналист на свободна практика по теми и събития, свързани с медицината, а заедно с работата си пише поезия и проза.
Първият ѝ роман „След потопа“ е издаден през 2019 г. Глобалното затопляне и постоянното вдигане на нивото на моретата и океаните, година след година водата бавно поглъща континентите чрез огромни приливи, като потопът оставя човешки колонии само на архипелаг от планински вериги и на големи кораби. На фона на битката за оцеляване главната героиня Майра е принудена да живее на малката си лодка „Птица“ с осемгодишната си дъщеря Пърл. По-голямата ѝ дъщеря Роуина е отвлечена преди време от пирати на брега на някогашна Гренландия и тя се отправя на опасно пътуване към ледените северни морета, за да спаси детето си. По пътя срещат непознатия Даниел и кораба „Седра“, които ѝ помагат в трудната мисия. Дистопичният роман изследва сложността на ежедневието, силата на майчината любов, трафик на хора, сексуално робство, изнасилване на деца и самоубийство. Романът е преведен на 17 езика по света и е предвиден за телевизионен минисериал.
През 2021 г. е издаден трилърът ѝ „Тези, които се завръщат“. Сред пустинята на Големите равнини на Небраска в сиропиталището за изоставени деца с психични разстройства „Хатчери хаус“ работи д-р Лорелай (Лор) Уебър, бивша психиатърка от ФБР, която трудно свиква с лечебните методи в дома. Когато неин пациент е убит, тя се оказва в центъра на разследване, което разкрива тайни и неизказана жестокост, а самата тя е принудена да се изправи срещу собственото си минало на вина и изкупление.
Нейни творби са публикувани в списания и антологии като Midwestern Gothic, Nebraska Poetry, Prairie Schooner, Mystery Weekly Magazine и др. Стихосбирката ѝ „Хор на подземното море“, е издадена през 2021 г. През 2021 г. печели стипендия от Съвета по изкуства на Небраска.
Касандра Монтаг живее със семейството си в град Омаха.

## Произведения

### Самостоятелни романи
- After the Flood (2019)[1][3][6]
След потопа, изд.: ИК „Бард“, София (2019), прев. Иван Иванов
- Ground Given (2021) – аудиокнига[2]
- Those Who Return (2022)

### Сборници
- Chorus of the Underground Sea (2021) – поезия[1][2]

### Поезия
- Death Drive (2019)[1]
- A Witch's Lament (2019)

### Екранизации
- ?? After the Flood – тв минисериал